# NGC 1692
NGC 1692 is een lensvormig sterrenstelsel in het sterrenbeeld Eridanus. Het hemelobject werd in 1886 ontdekt door de Amerikaanse astronoom Ormond Stone. Daar dit object zich pal op Eugène Delporte's grenslijn tussen de sterrenbeelden Eridanus en Haas bevindt, is het in sommige bronnen vermeld als zijnde een object dat gelegen is in het sterrenbeeld Haas, en in andere bronnen als zijnde gelegen in het sterrenbeeld Eridanus.

## Synoniemen
- PGC 16336
- ESO 552-21
- MCG -3-13-29
- NPM1G -20.0184
- A 0453-20